# Крушуна
Крушу́на (болг. Крушуна) — село в Ловецькій області Болгарії. Входить до складу общини Летниця.

## Населення
За даними перепису населення 2011 року у селі проживали 398 осіб.
Національний склад населення села:
| Національність   | Кількість осіб | Відсоток |
| ---------------- | -------------- | -------- |
| болгари          | 244            | 61,6%    |
| турки            | 116            | 29,3%    |
| цигани           | 0              | 0%       |
| Всього відповіли | 396            |          |

Розподіл населення за віком у 2011 році:
Динаміка населення: